# Evi Sachenbacherová-Stehleová
Evi Sachenbacher-Stehle (* 27. listopadu 1980, Traunstein) je bývalá německá běžkyně na lyžích a biatlonistka.
Od sezóny 2012/13 závodila v biatlonovém IBU cupu. Na olympiádě v Soči 2014 neprošla dopingovou zkouškou a byla jí odebrána čtvrtá místa ze závodu s hromadným startem a smíšené štafety, předchozí výkony (11. místo ve sprintu, 27. ve stíhačce a 20. ve vytrvalostním závodu) ve výsledkových listinách zůstaly. Sachenbacherové se podařilo prokázat, že nedopovala úmyslně, původní dvouletý trest jí byl zkrácen na šest měsíců, ale sportovkyně ukončila i tak koncem roku 2014 kariéru.

## Největší úspěchy

### Olympiáda
- Zimní olympijské hry 2002 v Salt Lake City: 1. místo ve štafetě a 2. místo ve sprintu
- Zimní olympijské hry 2006 v Turíně: 2. místo ve štafetě
- Zimní olympijské hry 2010 ve Vancouveru: 1. místo v týmovém sprintu a 2. místo ve štafetě

### Mistrovství světa
- MS 1999 v Ramsau: 3. místo ve štafetě
- MS 2003 ve Val di Fiemme: 1. místo ve štafetě a 2. místo ve stíhacím závodě
- MS 2007 v Sapporu: 2. místo ve štafetě a 2. místo v týmovém sprintu
- MS 2009 v Liberci: 2. místo ve štafetě

## Osobní život
Je vdaná a žije v Reitu im Winkl. Jejím manželem je alpský lyžař Johannes Stehle, svatbu měli 2. července 2005.